# Zaccaria Fiorini
Zaccaria Fiorini (Gianico, 1500 – Roma, 10 febbraio 1586) è stato un predicatore italiano.
(Bernardino Faino, Cento e trenta vite de più scelti Servi e Serve di Dio di Beata e Veneranda memoria)
Lorenzo (poi Padre Zaccaria da Valcamonica) Fiorini fu un importante membro dei Francescani rinascimentali, elencato tra gli "Zoccolanti Riformati" per le sue forti critiche alla Chiesa del suo tempo, e da essa, più tardi, ricevette poi i titoli ecclesiastici di Venerabile e Servo di Dio.
Egli fu autore di numerose opere sia in latino sia in volgare, le quali portavano avanti istanze prettamente pauperistiche. Si occupò pure di legge canonica e civile, divenendo dottore.

## Vita
Lorenzo nacque nel 1500 a Gianico, piccolo paese della Valcamonica, dalla nobile famiglia dei Fiorini, figlio primogenito di Donato e Cristina. Proprio dalla sua stessa generazione (coi fratelli Stefano e Fiorino), si distaccheranno i tre rami del casato, nei quali molti discendenti seguiranno il suo esempio, divenendo frati e sacerdoti.
All'età di 20 anni, Lorenzo si staccò dal paese natio e si ritirò nel Convento della Santissima Annunciata a Borno, prendendo il nome di Zaccaria, per poi unirsi ad un nuovo ordine nato nel 1528: i "Fratres Minores De Vita Heremitica", comunemente detti Cappuccini. Da essi, poi, egli passerà definitivamente al movimento dei "Fratres Minores Strictioris Observantiae", ovvero gli "Zoccolanti Riformati", come venivano volgarmente chiamati, divenendone senza dubbio uno dei pionieri.
Nel 1530 Zaccaria entrò a Roma, passando al Convento di San Pietro in Montorio, sul colle del Gianicolo, avvicinandosi così al papato e portando avanti i propri ideali pauperistici ed evangelici, critici verso la Santa Sede.
Con la crescita successiva del movimento, Zaccaria si trasferì poi in pianta stabile nel Convento di Ripa in Trastevere, prima chiesa francescana a Roma, oltretutto ex monastero benedettino. In quegli anni, nei quali era stata emanata la cosiddetta Controriforma, molti nobili del luogo si offrirono di ristrutturare il convento e abbellirlo, ma Zaccaria, grazie all'aiuto dei confratelli, riuscì ad evitare che ciò avvenisse, ancora una volta per protestare contro l'eccessiva "mondanizzazione" della chiesa.
Anche nella vecchiaia Zaccaria non si lasciò trascinare dall'affievolimento del suo stesso ordine, senza quindi perdere l'antica voga critica che lo contraddistingueva.
Alla fine, il 10 febbraio 1586, morì nel convento che aveva cercato di preservare per lungo tempo dalle tentazioni mondane, e venne sepolto lo stesso giorno nei dintorni.

## Dottrina
In uno dei suoi frequenti scritti, Zaccaria dichiarerà apertamente il suo motto: "Predicazione, povertà, penitenza", tutti principi propri degli Zoccolanti.
Dal 1534, anno in cui venne eletto papa Paolo III, egli si dichiarò sempre molto devoto al pontefice, che le cronache dell'epoca descrivono come il primo che in tanti anni era realmente intenzionato ad attuare una riforma della Chiesa, in modo tale da contrastare quella alternativa di Martin Lutero.
Gli intellettuali del tempo, tra cui Bernardino Faino (1597-1673), lo descrissero come uomo molto rigido, severo, intransigente, e, grazie a queste sue doti, riuscì ad acquistare il rispetto del confratelli fondatori dei Riformati.

## L'eredità
Prendendo spunto da Zaccaria, ben ventun membri della sua stessa famiglia (dal 1600 al 1900) seguirono i suoi principi, divenendo religiosi e parroci: tra questi, degni di nota sono l'omonimo Padre Zaccaria (vissuto in convento a Borno nel Settecento), il dottor Giovanni Maria (intellettuale e politico seicentesco), Suor Maria (fondatrice della Comunità delle Salesiane in Brescia in epoca ottocentesca) e Suor Francesca Saveria (1824-1855, una delle fondatrici assieme alla Venerabile Verzeri dell'Istituto delle Figlie del Sacro Cuore di Gesù in Darfo).
Nel 1986, a Gianico venne costruita, e posizionata sul Sagrato della Parrocchiale, su commissione della famiglia Fiorini e della parrocchia del paese, una statua stilizzata in ferro, raffigurante lo stesso Zaccaria, realizzata dall'artista Rota Sperti. Negli anni novanta, in seguito ad un deterioramento della base, la statua cedette e fu rimossa. Recentemente, nel marzo 2009, la statua è stata ricollocata a pochi metri di distanza dal suo posizionamento originario.